# Faleristika
Faleristika ili znanost o odlikovanjima je znanstvena disciplina iz grupe pomoćnih povijesnih znanosti, koja proučava odlikovanja (redove, medalje, druge oznake časti) raznih država, njihovu povijest, izgled, namjenu, ali i statute i druge propise kojima se odlikovanja ustanovljuju, pravila o njihovom nošenju, isprave o dodjeli i drugo. Kao znanstvena disciplina usko je povezana s numizmatikom i heraldikom, ali i s poviješću umjetnosti. Utemeljena je kao pomoćna povijesna znanost tek 1937. godine zahvaljujući inicijativi češkog vojnika, sakupljača i teoretičara Oldřicha Pilca, izdvojivši se iz heraldike i numuzmatike. Sustavno sakupljanje i proučavanje odlikovanja započelo je dosta kasno.
Naziv faleristika dolazi, preko starogrčkog tá fálárá, od latinske riječi phalerae, što je označavalo odlikovanje u obliku medaljona koje su zaslužni rimski vojnici nosili na grudima. 

## Poveznice
- Odlikovanja
- Odlikovanja u Hrvatskoj
- Austro-Ugarska odlikovanja
- Odlikovanja NDH
- Odlikovanja SFRJ
- Odlikovanja i priznanja Republike Hrvatske

## Vanjske poveznice
Mrežna mjesta
- Zbirka odlikovanja, medalja, plaketa i značaka Hrvatskog povijesnog muzeja
- Stanko Ivković, Odlikovanja i faleristika, Bilten Hrvatskog numizmatičkog društva,  broj 25, 26, 27 i 28-29, Zagreb, 1973. – 1976.